# Řády, vyznamenání a medaile Slovenska

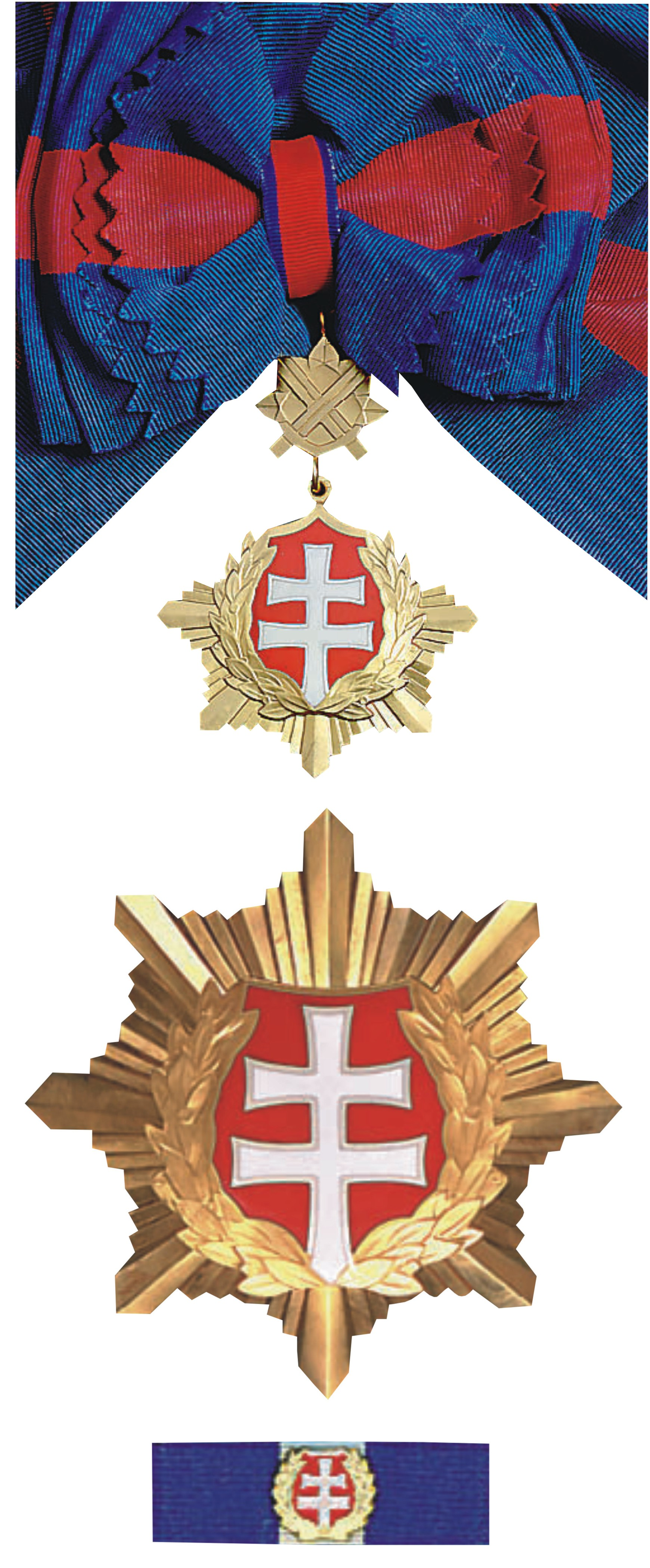
Řád bílého dvojkříže I. třídy

Státní vyznamenání Slovenské republiky jsou udílena jako významná forma uznání zásluh občanům Slovenské republiky stejně jako občanům jiných států.
Právo udílet státní vyznamenání patří k tradičním kompetencím hlav států. To platí i v případě Slovenské republiky, kdy prezident Slovenska udílí státní vyznamenání podle čl. 102 Ústavy Slovenské republiky. Podle zákona Národní rady Slovenské republiky č. 37/1994 Z. z. ve znění zákona č. 151/1997 Z. z. se státní vyznamenání Slovenska pouze propůjčovala. Novela Ústavy Slovenské republiky s účinností od 1. července 2001 změnila kompetence prezidenta Slovenska z propůjčování vyznamenání na jejich udílení. Udělené vyznamenání tak zůstává po smrti oceněného jeho dědicům, při propůjčení se insignie vracely státu. V případě vyznamenání in memoriam se tak pozůstalým předávala pouze listina, nikoliv insignie.
Vyššími státními vyznamenáními jsou řády, nižšími kříže. Vyznamenání má právo nosit pouze oceněný. V případě udělení vyznamenání vojenské jednotce jej nemůže nosit fyzická osoba.

## Vyznamenání
- Řád bílého dvojkříže je udílen ve třech třídách cizincům za všestranný rozvoj vztahů mezi státy, o posílení postavení Slovenska v mezinárodních vztazích aj.[1][5]
- Řád Andreje Hlinky je udílen ve třech třídách za zvláštní zásluhy o vznik Slovenské republiky.[1][6][7]
- Řád Ľudovíta Štúra je udílen ve třech třídách za mimořádné služby v oblasti demokracie a lidských práv a obrany a bezpečnosti Slovenska nebo za mimořádné zásluhy v oblasti politiky, řízení a správy státu, rozvoje národního hospodářství, vědy a techniky, kultury, umění, školství a sportu a za významné šíření dobrého jména Slovenska v zahraniční. Udílí se i vojenským útvarům.[1][8]

### Kříže
- Kříž Milana Rastislava Štefánika je udílen ve třech třídách občanům Slovenska, kteří se s nasazením vlastního života zasloužili o obranu Slovenska, záchranu lidského života nebo záchranu značné materiální hodnoty.[1][9]
- Pribinův kříž je udílen ve třech třídách občanům Slovenska za mimořádné zásluhy o hospodářský, sociální a kulturní rozvoj Slovenska.[1][10]

### Medaile
- Medaile prezidenta Slovenské republiky se udílí občanům Slovenska, kteří se významně zasloužili o řízení a správu státu, o rozvoj v oblasti obrany a bezpečnosti Slovenské republiky, hospodářství Slovenska, územní samosprávy, vědy a techniky, školství, kultury, umění, sportu a sociální oblasti či za významné šíření dobrého jména Slovenska v zahraničí. Udílena je i za záchranu lidského života s nasazením života vlastního či za záchranu značné materiální hodnoty. Výjimečně může být udělena i cizincům či vojenským útvarům.[1]
- Děkovná medaile
- Medaile za zásluhy o slovenskou diplomacii

### Historická
- Kříž prezidenta Slovenské republiky ve dvou stupních se uděloval za mimořádné zásluhy o Slovenskou republiku, její vznik, rozvoj a dobré jméno v zahraničí, o dodržování a ochranu základních práv a svobod, o rozvoj demokracie včetně zabezpečování řádného chodu ústavních orgánů, o rozvoj hlavně v oblasti obrany a bezpečnosti hospodářství, vědy a techniky, v sociální oblasti, v oblasti školství, kultury, umění, sportu a oceněním za záchranu lidského života a materiálních hodnot.

## Pořadí nošení
Vyznamenání se nosí v tomto pořadí:
- Řád Andreje Hlinky a Řád Ľudovíta Štúra v pořadí, v jakém byly udělené či propůjčené
- československé řády udělené či propůjčené do 25. února 1948 a od 15. října 1990 v pořadí, v jakém byly udělené či propůjčené
- Řád bílého dvojkříže
- zahraniční řády v pořadí, v jakém byly udělené či propůjčené
- Kříž Milana Rastislava Štefánika, Pribinův kříž
- Medaile prezidenta Slovenské republiky
- československá vyznamenání udělená od 25. února 1948 do 15. října 1990 v pořadí, v jakém byla udělená či propůjčená
- další vyznamenání v pořadí podle tříd a stupňů a v pořadí, v jakém byla udělená či propůjčená

## Slovenská republika (1939–1945)
- Řád knížete Pribiny byl nejvyšším vyznamenáním státu.
- Řád slovenského kříže bylo druhé nejvyšší vyznamenání.
- Vojenský vítězný kříž byl udělován ve variantě I., II. a II stupně.
- Medaile slovenského kříže
- Vyznamenání Za hrdinství byla udělována ve variantě I., II. a II stupně.
- Záslužný kříž obrany státu
- Vyznamenání Za osobní statečnost byla udělována ve dvou variantách malé a velké, které měly tři stupně: bronzovou, stříbrnou a zlatou.
- Občanský záslužný kříž
- Pamětní oznak Za tažení na SSSR